# Sant'Abbondio
Sant'Abbondio é uma localidade da Suíça, localizada no Cantão de Tessino, com 143 habitantes, de acordo com a estimativa de 2004. Estende-se por uma área de 3,2 km², de densidade populacional de 43 hab/km². Confina com as seguintes comunas: Brissago, Caviano, Gerra, Indemini, Pino sulla Sponda del Lago Maggiore (IT-VA), Ronco sopra Ascona, San Nazzaro e Veddasca (IT-VA).
Em 25 de abril de 2010, as antigas comunas de Caviano, Contone, Gerra Gambarogno, Indemini, Magadino, Piazzogna, San Nazzaro, Sant'Abbondio e Vira Gambarogno fundiram-se, formando a nova comuna de Gambarogno.

## Idiomas
De acordo com o censo de 2000, a maioria da população fala italiano (69,9%), sendo o alemão a segunda língua mais comum, com 23,6%.